# Пас Сольдан, Мариано Фелипе
Мариано Фелипе Пас Сольдан и Урета (исп. Mariano Felipe Paz Soldán; 22 августа 1821, Арекипа — 31 декабря 1886, Лима) — перуанский историк, географ, картограф, юрист, дипломат, государственный деятель, министр иностранных дел Перу (1867), министр юстиции, образования и культуры Перу (1869—1870), исполняющий обязанности министра иностранных дел Перу в 1879 году.

## Биография
Брат учёного Матео Пас Сольдана, государственного деятеля Хосе Грегорио Пас Сольдана, премьер-министра Перу (1867) Педро Пас Сольдан-и-Урета.
Учился в первой высшей семинарии Сан-Херонимо в Арекипа, затем изучал право в Университете Сан-Агустин.
Некоторое время работал в судебных органах, в 1853 году был министром в Новой Гранаде. Занимался созданием стандартной пенитенциарной системы в Лиме, которую внедрил при содействии генерала Рамона Кастильи.

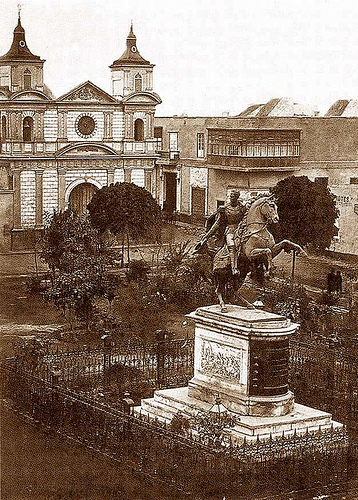
Памятник Симона Боливара в Лиме

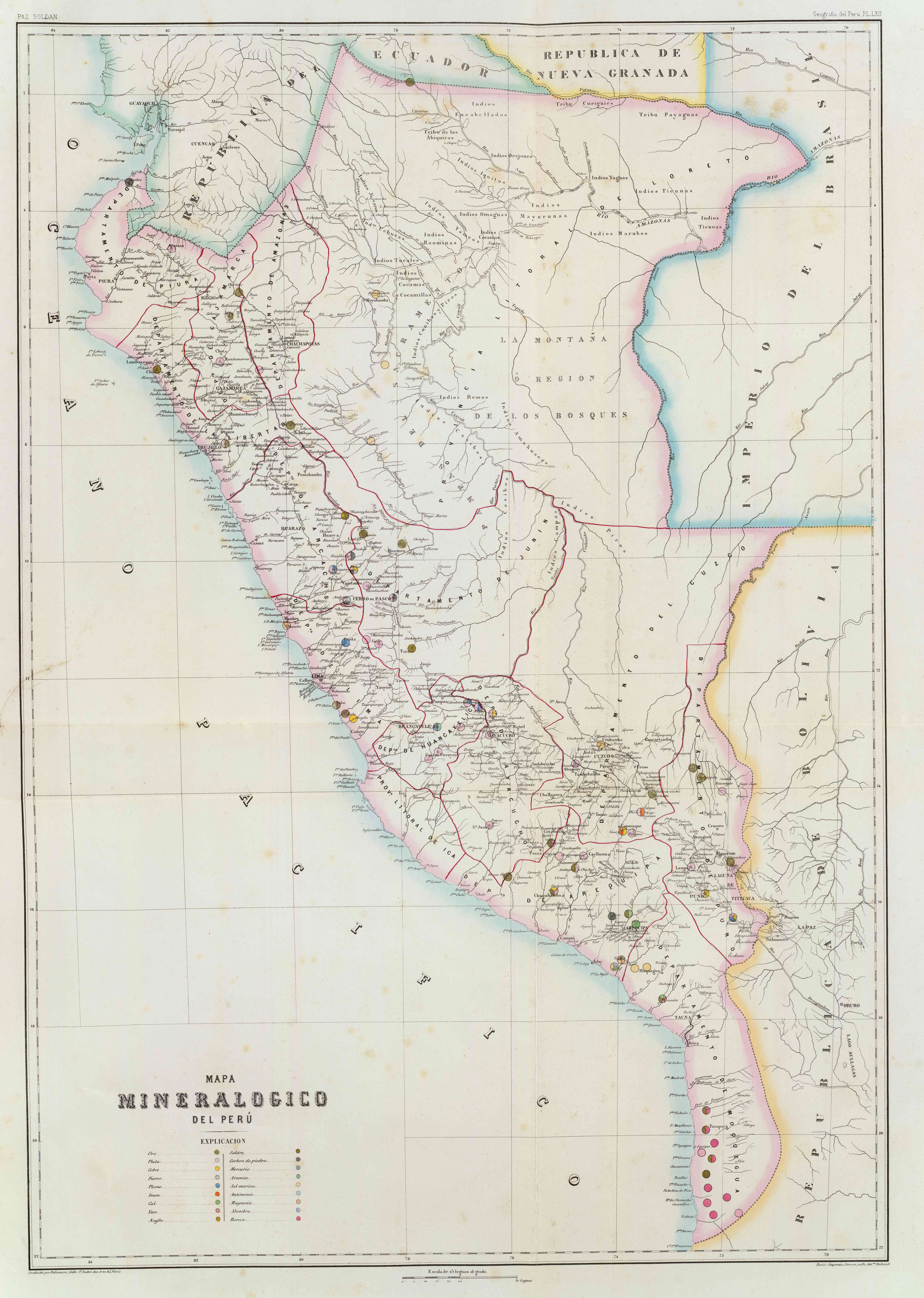
Минералогическая карта Перу М. Ф. Пас Сольдана

В 1860 году был назначен руководителем общественных работ Перу (1860—1865). Тогда же занимался проектами прокладки путей сообщения в удалённых районах Перу, строительством нескольких доков.
С 26 января 1867 по 14 февраля 1867 года занимал пост министра иностранных дел Перу. Позже стал управляющим Школы декоративно-прикладного искусства (1868), в этой должности руководил возведением в столице памятника Симона Боливара.
Министр юстиции, образования и культуры Перу (с 28 октября 1869 по 27 мая 1870 г.). В январе 1870 года временно руководил военным и военно-морским министерствами.
Президент Хосе Бальта в 1870 году назначил М. Ф. Пас Сольдана министром юстиции и культов.
В 1878—1879 годах при президенте Мариано Игнасио Прадо вновь работал министром юстиции и образования.
Во время Второй тихоокеанской войны с Чили выехал в Буэнос-Айрес. Там он стал профессором местного Национального колледжа, где написал и опубликовал историю войны Перу с Чили («История о чилийской войне против Перу и Боливии», 1884).

## Научная деятельность
Вскоре после этого ушёл из политики и государственной деятельности и посвятил себя созданию «Большого географического и статистического словаря Перу», который был опубликован в 1877 году.
В 1861 году опубликовал подготовленный им «Большой атлас республики Перу», в 1868 году — первый том своей «Истории Перу после обретения ею независимости». Второй и третий тома были опубликованы после смерти автора его сыном.
- Эта статья (раздел) содержит текст, взятый (переведённый) из одиннадцатого издания «Британской энциклопедии», перешедшего в общественное достояние.